# Evandro Soldati
Pour les articles homonymes, voir Soldati.
 (décembre 2012).
Evandro Soldati (17 avril 1985, Ubá, Minas Gerais, Brésil) est un mannequin brésilien. Il a commencé dans le métier à l'âge de 16 ans et vit actuellement à New-York. Selon le magazine Forbes, Soldati est le 7e mannequin masculin le mieux payé en 2008. En 2010, il fait une apparition dans le clip Alejandro de Lady Gaga.